# Navă de cercetări marine
Nava de cercetare marină este o navă specială destinată cercetării științifice pe mări și oceane, a apelor și reliefului submarin, în special în domenii de oceanografie, meteorologie, curenți marini, floră și faună etc.
Aceste nave sunt dotate cu aparatură modernă, laboratoare, precum și cu ambarcațiuni auxiliare. În afară de echipaj, la bord se află mai mulți oameni de știință. Unele din aceste nave navighează cu vele, în scopul de a reduce poluarea și zgomotul produs de motoare.
Navele de cercetare marină sunt asemănătoare navelor obișnuite în ceea ce privește dimensiunile lor, având deplasamente cuprinse între 800 și 2 000 tone.  Excepții au fost spărgătorul de gheață Obi cu un deplasament de 12 600 tone și navele Vitiaz și Lomonosov cu deplasament de peste 5 000 tone.

Alte nave importante au fost A. Dohrn, Thalassa (1 500 tone), Albatros (1 450 tone), Argo (2 000 tone), Chain (2 100 tone) etc.  
Cele mai multe nave de cercetare marină au fost adaptate și transformate din nave comerciale, pescadoare, nave militare, dar au fost construite și nave dotate special.
Navele de cercetări marine sunt prevăzute cu aparatură științifică complexă precum și cu diverse instalații de ridicat (vinci) care să permită atât efectuarea sondajelor, cât și lansarea diferitelor aparate la anumite adâncimi. Navele moderne de cercetări oceanografice sunt înzestrate cu calculatoare electronice care procesează și evaluează date gravimetrice și magnetice, poziția navei, adâncimea apei etc.

## Tipuri
Navele de cercetare marină pot fi:
- nave hidrografice - folosite pentru cercetări hidrografice și seismice ale fundului mării și geologiei subiacente
- nave oceanografice - pot să efectueze cercetări cu privire la caracteristicile fizice, chimice și biologice ale apei, atmosferei și climei etc.

## Istoric[2]
Călătoriile întreprinse de Cristofor Columb (1492-1502), Vasco da Gama (1497-1524), Magellan (1519–1522) aduc contribuții însemnate la cunoașterea oceanelor, sunt continuate de navigatorii englezi, olandezi, spanioli, ruși, portughezi etc. 
În secolul al XVIII-lea cele mai importante, au fost cercetările întreprinse de James Cook cu nava Endeavour (1768-1779, de frații Lapteev (1739-1742) în zona arctică, Celeuskin care a explorat țărmul de vest al Peninsulei Taimîr (1741) și a atins pentru prima dată cel mai nordic punct al Asiei, F. Bellingshausen și M. P. Lazarev cu navele Mirny și Vostok care ajung la Cercul Polar de Sud și dovedesc existența celui de al șaselea continent, Antarctica. 

### Secolul XIX

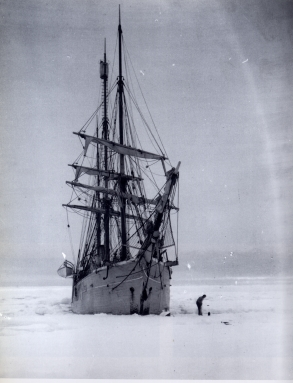
Nava Belgica între gheţuri

Expedițiile de la sfârșitul secolului al XIX-lea au pus un accent deosebit pe cunoașterea reliefului submarin, efectuându-se măsurători în special de adâncime. 
Navele americane Arctic și Cyclope (1856-1857) au efectuat numeroase sondaje în Oceanul Atlantic pentru instalarea unui cablu transatlantic. 
Fregata engleză Challanger de 2306 t sub conducerea lui Wyville Thompson, a făcut înconjurul lumii între anii 1873-1875, parcurgând peste 96000 mile, cu care ocazie se descoperă cel mai lung lanț muntos submarin din lume, dorsala Atlantică de 16 000 km lungime și a dedus existența în jurul Polului Sud a unui continent pe care l-a numit Antarctica. Rezultatele expediției sunt consemnate în 50 de volume. 
Între 1874-1876 nava Tuscarera  cercetează Oceanul Pacific  pentru instalarea cablului transpacific, de asemenea acest ocean este cercetat și de către nava Albatros. 

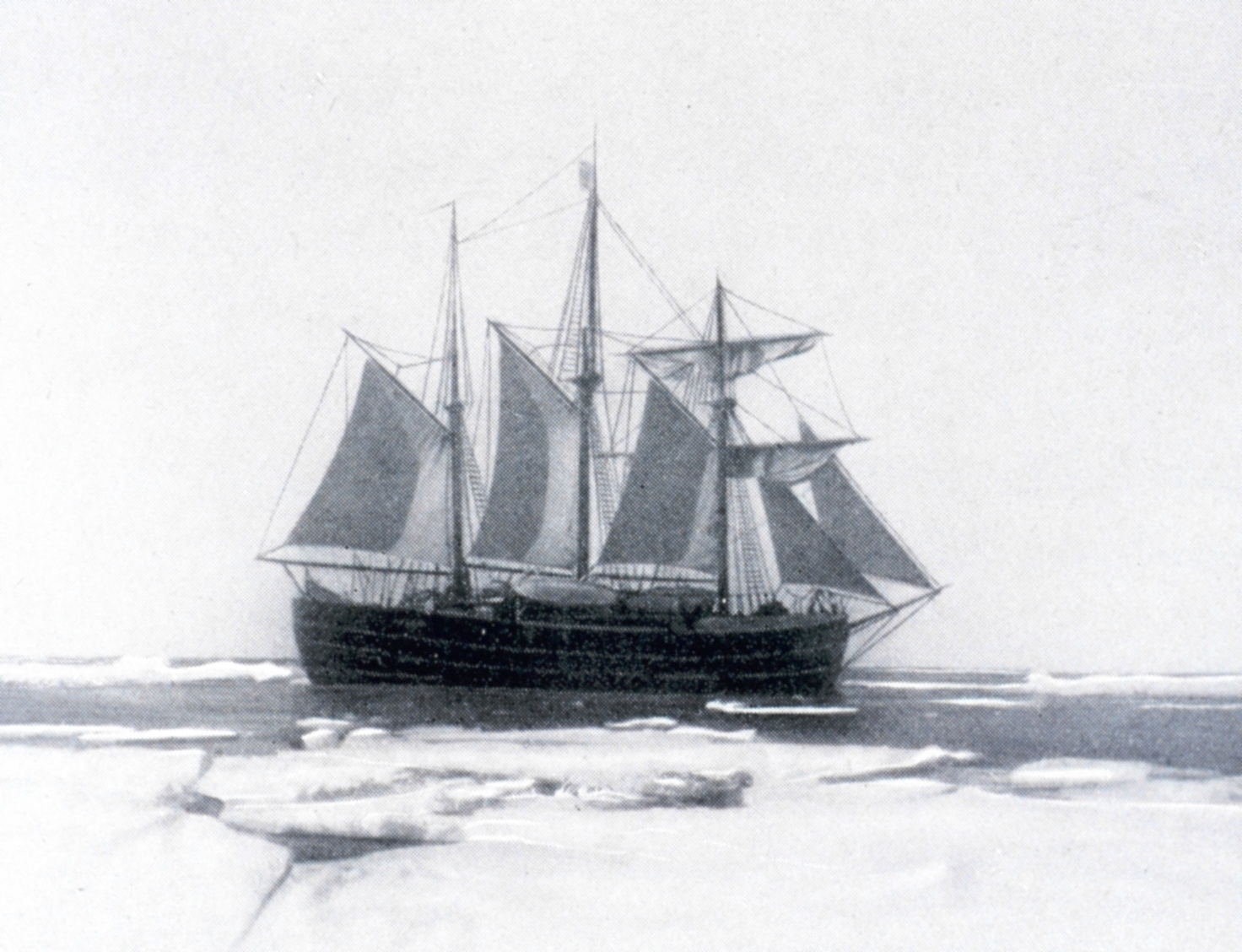
Nava Fram

Navele germane Gazelle (1874-1876), Valdivia, Meteor și nava rusă Vitiaz (1898-1899) cercetează oceanele Pacific și Indian. 
Navele franceze Travailleur (1880-1882) și Romanche (1882-1883) au făcut sondaje în Marea Mânecii și Golful Gasconiei, iar Hirondalle I (1885), aparținând prințului Albert de Monaco, a efectuat o serie de cercetări în Marea Mediterană, în Atlanticul central și în regiunile arctice. 
Navele italiene Washington (1881-1885) și Vittorio Pisani (1882-1885) au explorat Marea Mediterană și Oceanul Pacific. 
Marea Mediterană și Marea Roșie au fost cercetate și de nava austriacă Pola (1890-1896). 
Polul Sud este explorat, în continuare, de către Weddel, Ross, Scott, Amundsen, de expediția navei Belgica (1897-1899) care a iernat în ghețurile Antarcticii și la care a participat și biologul român Emil Racoviță.
Expediția lui Fridtjof Nansen, pe vasul Fram, a ajuns în anul 1895 până în apropierea Polului Nord. Nansen a făcut o serie de observații în legătură cu temperatura apei, cu fenomenul de dihotermie, cu deriva banchizei de gheață.

### Secolul XX
Începutul secolului al XX-lea marchează începutul Oceanografiei moderne. 
În anul 1909, după nenumărate încercări, americanul Robert Peary a ajuns la Polul Nord și a arătat că aici este apă și nu pământ. 
Cercetări marine importante au fost realizate de navele Planet, Carnegie (1904-1909), și Dana (1921-1923).
Expediția științifică a navei germane Meteor de 1178 t (1925-1927) a avut o deosebită importanță deoarece s-a folosit pentru prima oară sonda ultrasonică electronică. Această expediție care a traversat de 14 ori Oceanul Atlantic de Sud, în decurs de 25 de luni, a efectuat peste 70 000 de sondaje cu ajutorul cărora s-a întocmit și o hartă batimetrică în detaliu. 
Nava Georgy-Sedow de 1538 t a U.R.S.S. în anul 1929 a întreprins studii Oceanul Arctic.
Nava olandeză Wilebrod Snelius, 1055 t execută studii în Marea Indoneziei între anii 1929-1935.

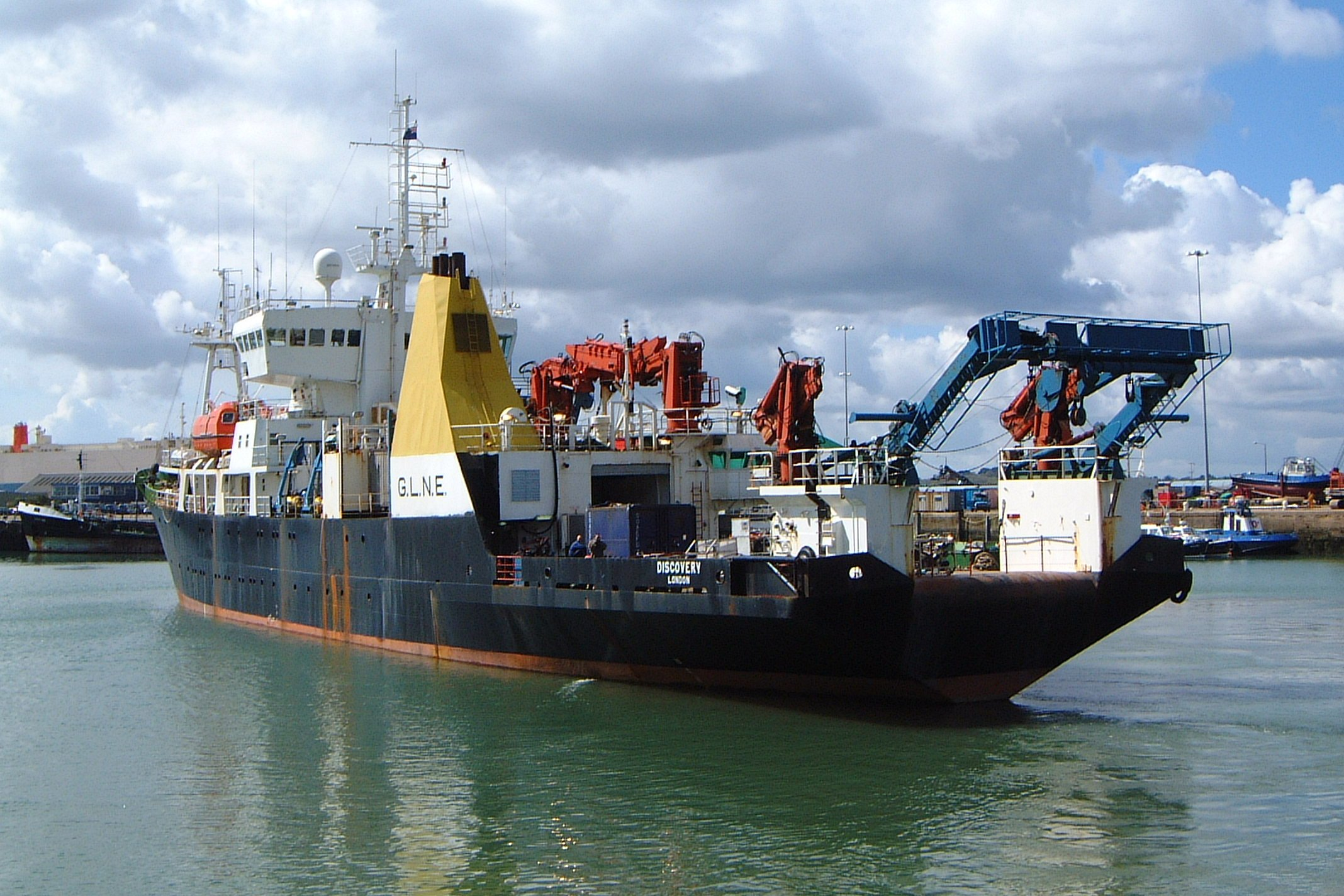
Nava Discovery II

Discovery II de 2100 t în anul 1930 a făcut studii în Oceanele Atlantic, Pacific și Arctic. Studii în Pacific a mai efectuat și nava japoneză Ryofu Maru.
În anul 1939, în cadrul unei expediții internaționale organizată de S.U.A., Marea Britanie, Germania, Franța și Danemarca, la care au participat navele Meteor, Dana și Carimaire, a fost studiat Curentul Golfului pe tot parcursul său. 
În timpul celui de-al doilea război mondial, cercetările cu caracter oceanografic au stagnat, în schimb au fost dezvoltate unele tehnologii pentru folosirea oceanului în scopuri militare care mai târziu au stimulat cercetarea marină.
Spărgătorul de gheață Sedov întreprinde expediții în Oceanul Arctic în anii 1940 și 1948; s-au făcut observații asupra mișcărilor banchizei, iar prin măsurători s-a atins și cea mai mare adâncime a Oceanului Arctic, 5 220m. S-au descoperit, de asemenea, pe fundul oceanului existența dorsalelor submarine Lomonosov și Mendeleev. 
În expediția suedeză a navei Albatros (1947-1948) s-a folosit pentru prima oară un aparat pentru recoltarea probelor de adâncime, tubul carotier cu care s-au recoltat probe din oceanele Atlantic, Pacific, Indian. 
Fregata Galathea (1950-1952), destinată cercetării marilor adâncimi ale Oceanului Planetar, a explorat groapa Filipinelor până la 10 450 m, colectând numeroase specii de organisme marine de fund. 
Nava engleză Challenger II (1950-1952) s-a preocupat, în special, de efectuarea unor măsurători seismice pentru a determina grosimea sedimentelor. 

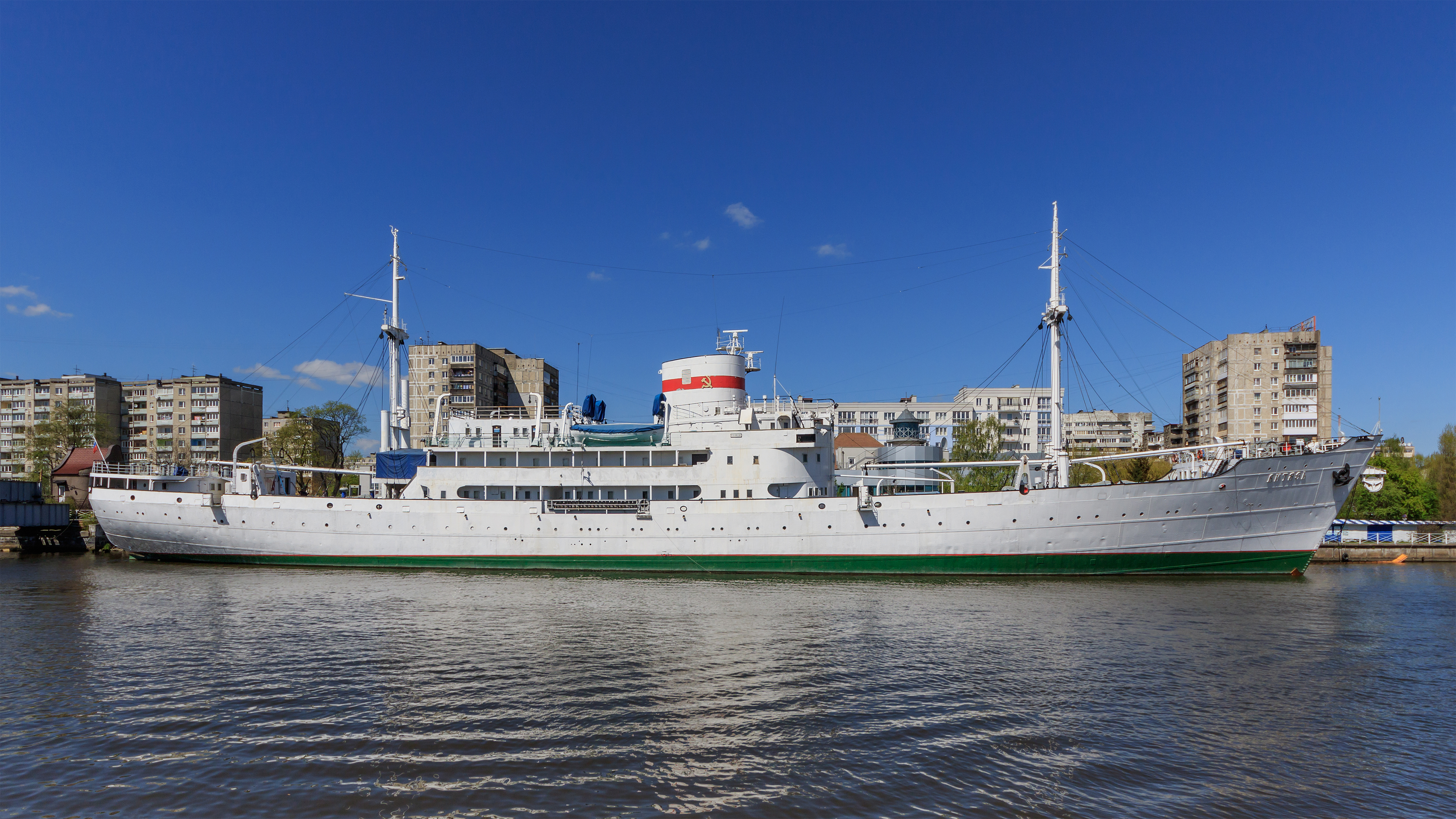
Nava Vitiaz, 1962

În 1955 nava Anton Dohrn (R.D.G.) a făcut studii în Atlanticul de Nord.
Expediții oceanografice deosebit de importante au întreprins S.U.A. cu navele de cercetări Atlantis, Caryn și Horizon. Nava Atlantis a studiat depresiunea Puerto Rico (9 219 m) și a făcut observații asupra Curentului Golfului, iar nava Caryn a executat fotografii submarine la adâncimi de mii de metri și ridicări topografice. 
În anul 1960, s-a format, sub egida O.N.U., „Comisia Oceanografică Interguvernamentală”, care a preconizat o serie de programe internaționale de investigare științifică a Oceanului Planetar. 
În anul 1965, nava americană Anton Bruun de 1500 t, a întreprins cercetări în Pacific de-a lungul țărmurilor Ecuadorului și Perului, colectând date noi despre Curentul Humboldt. La această expediție a luat parte și profesorul universitar român Mihai Băcescu. 

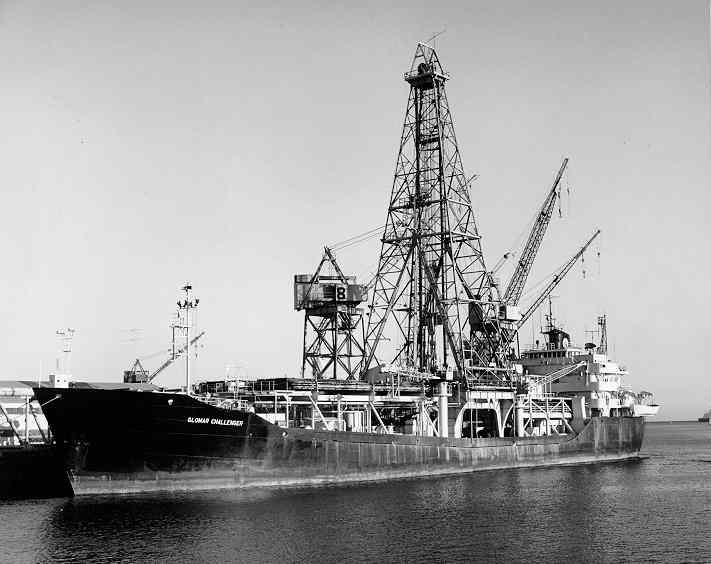
Glomar Challenger

Nava Calypso a comandantului Jacques-Yves Cousteau, a efectuat observații în Marea Roșie, Golful Persic și Oceanul Indian, Marea Mediterană, Oceanul Atlantic. De pe această navă s-au măsurat, în 1961, gradul de radioactivitate a apei marine. 
Nava sovietică Vitiaz de 5700 t a studiat flora și fauna în zonele sale ale Oceanului Pacific, descoperind fosa Marianelor la adâncimea de 11 022 m. În 1962, a participat la o expediție și savantul român Eugen Pora. 
Între anii 1968-1983 nava americană Glomar Challanger, prima navă specializată în forajul oceanic la mare adâncime, a efectuat mai multe campanii de cercetare și foraj a fundului marin, care au pus în evidență expansiunea fundului oceanic. Nava a desfășurat 96 de campanii în care a parcurs 375 000 mile și a forat 1092 de sonde în 624 de locații, de unde au fost luate mai mult de 20.000 de mostre carotiere.

## Nave de cercetări marine din România
În secolul al XIX-lea pentru efectuarea cercetărilor marine, România a improvizat mijloacele necesare, prin amenajarea sumară a unor remorchere maritime, nave militare ușoare de tip canoniere sau vedete.
Cea mai dintâi navă de cercetări științifice din România a fost crucișătorul Elisabeta, nava amiral a flotei militare române între anii 1888-1918 pe care regele Carol I a pus-o la dispoziție naturalistului Grigore Antipa timp de nouă luni în anul 1893 pentru o campanie oceanografică.
De asemenea, după cel de-al doilea război mondial, s-au folosit pescadoare costiere, remorchere salvatoare, traulere de pescuit oceanic, a căror înzestrare a fost completată cu instalațiile necesare pentru cercetarea marină.
În secolul XX, Institutul Român de Cercetări Marine (I.R.C.M.) a efectuat cu diverse nave de cercetare marină o serie de cercetări și studii în Marea Neagră, în special în zona platformei continentale a mării, de interes economic pentru descoperirea și exploatarea zăcămintelor de hidrocarburi, cercetări biologice pentru o mai bună productivitate a speciilor, pentru folosirea energiei valurilor etc.

În prezent, IRCM dispune de două nave de cercetare marină Steaua de Mare I și vedeta Marsuinul  pentru supravegherea delfinilor.
O altă navă activă este Nava Mare Nigrum ce aparține Institutului Național de Cercetare - Dezvoltare pentru Geologie și Geoecologie Marină – GeoEcoMar.